# Raketenbeschuss auf Zagreb

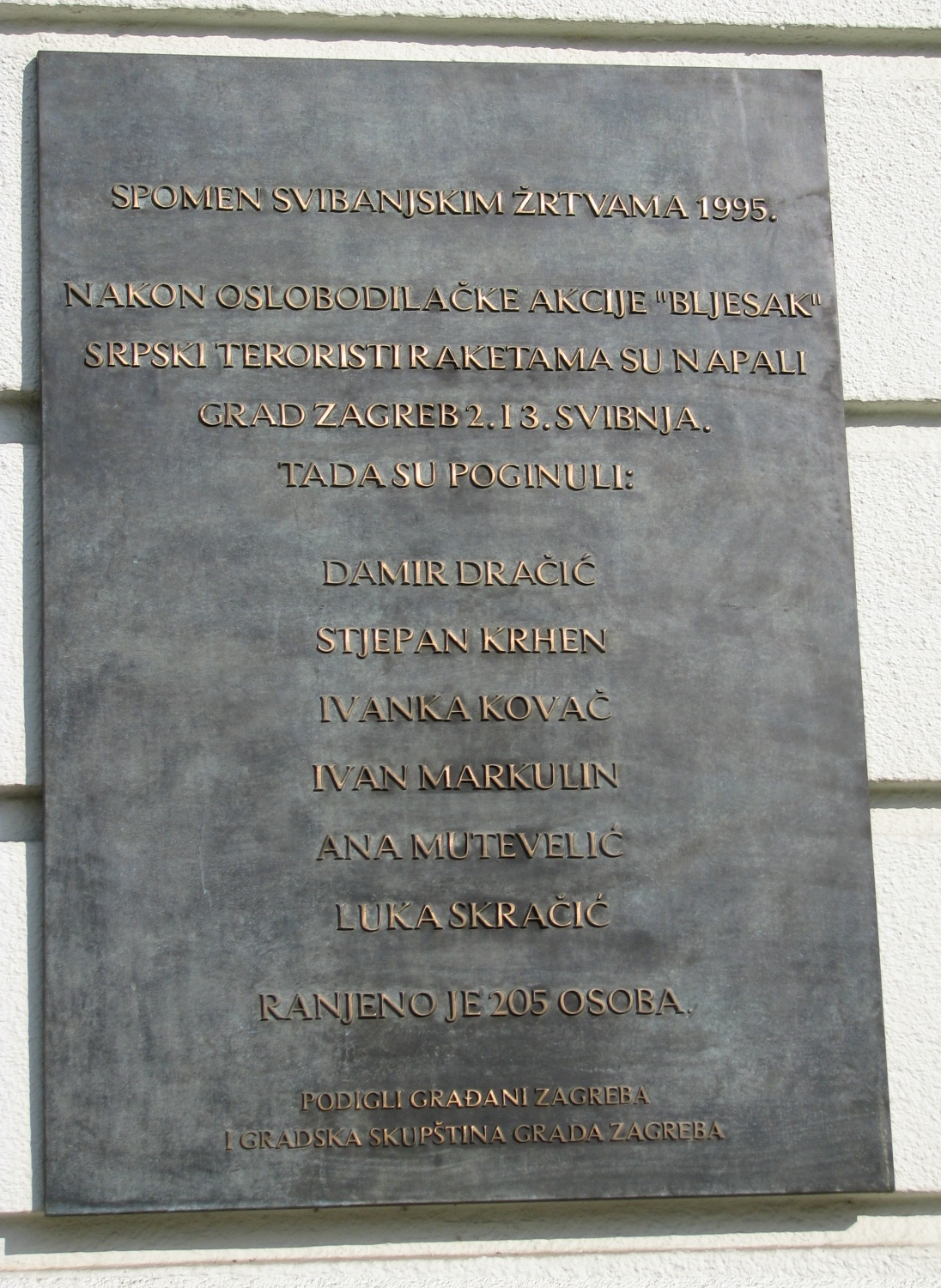
Gedenktafel in Zagreb

Der Raketenbeschuss auf Zagreb am 2. und 3. Mai 1995 war eine von bewaffneten Einheiten der Republik Serbische Krajina durchgeführte Kampfhandlung während des Kroatienkrieges. Die Einheiten feuerten dabei Boden-Boden-Raketen auf die Zagreber Innenstadt, wobei 7 Menschen getötet und 214 weitere verletzt wurden. Es war ein Vergeltungsschlag für die kroatische Militäroperation Blitz. Der für den Einsatz verantwortliche serbische Militärführer Milan Martić wurde 2007 vom Internationalen Strafgerichtshof für das ehemalige Jugoslawien auch wegen dieses Angriffs wegen Verbrechen gegen die Menschlichkeit zu 35 Jahren Haft verurteilt.

## Einführung
Die kroatische Hauptstadt Zagreb war zuvor größtenteils vom Kroatienkrieg verschont geblieben, da die Front nie näher als 25 Kilometer an die Stadt heranrückte.
Der serbische General Milan Čeleketić kündigte für den Fall einer kroatischen Militäroffensive am 24. März 1995 – einen Monat vor dem eigentlichen Angriff – einen Vergeltungsangriff auf die Schwachstellen in Kroatien an. Er betonte dabei, dass sich diese Schwachstellen in den Parks der kroatischen Großstädte befänden, wo sich Zivilisten aufhielten.
Im Mai 1995 startete die kroatische Armee die Militäroperation „Blitz“, bei der sie Westslawonien eroberte. Als Reaktion befahl der Anführer der serbischen Aufständischen in Kroatien, Milan Martić, die Städte Sisak, Karlovac und Zagreb zu beschießen, woraufhin mit M-87-Raketenwerfern ungelenkte Raketen mit jeweils 288 Bomblet-Gefechtsköpfen auf die Städte abgefeuert wurden, welche wiederum je 420 Stahlsplitter mit einem Durchmesser von 3 mm freisetzten. Deren Wirkungsradius beträgt bei maximaler Abschussdistanz 1000 Meter.

## Raketenbeschuss
Am 1. Mai wurde ein Treffen der Militärführer der Republik Serbische Krajina abgehalten. Dabei befahl Milan Martić den Beschuss von Sisak um 5 Uhr morgens und den Transport der M-87-Raketenwerfer nach Vojnić, knapp 50 km südlich von Zagreb.
Die ersten Raketen schlugen in Zagreb am 2. Mai um 10:25 Uhr ein. Zu dieser Zeit hielten sich viele Zivilisten in den Straßen auf. Einschläge gab es in der Strossmayer-Promenade, der Petrinjska-Straße und der Vlaška-Straße, wo eine Straßenbahn voller Passagiere getroffen wurde. Ebenso wurden eine Schule in der Nähe wie auch der Stadtteil Pleso sowie der Flughafen getroffen.
Der zweite Angriff fand am folgenden Tag um 12:20 Uhr statt. Das Kinderkrankenhaus in der Klaićer Straße und die Nationalbibliothek wurden getroffen. Da die Bevölkerung vor dem Raketenbeschuss gewarnt worden war, waren die Straßen menschenleer, deshalb fiel die Zahl der Todesopfer relativ gering aus.

## Das Kriegsverbrechertribunal
Milan Martić wurde vom Haager Kriegsverbrechertribunal seit dem 25. Juli 1995 mit internationalem Haftbefehl gesucht. Nachdem er sich am 15. Mai 2005 den Behörden gestellt hatte, wurde er wegen siebenfachen Mordes und schwerer Körperverletzung angezeigt. Martić selbst hatte sich wenige Tage nach dem Vorfall im serbischen Fernsehen zu dem Angriff bekannt. Martić wurde am 12. Juni 2007 zu insgesamt 35 Jahren Haft verurteilt.